# Фостери
«Фостери» (англ. The Fosters) — американський драматичний телесеріал, створений Пітером Пейджем та Бредом Ведевідом, прем'єра якого відбулася 3 червня 2013 року на каналі Freeform. В центрі сюжету знаходиться міжрасова пара лесбійок, котрі виховують спільних дітей. 11 жовтня 2013 року ABC Family продовжив серіал на другий сезон. 13 січня 2015 року канал продовжив шоу на третій сезон. 30 листопада 2015 року канал продовжив шоу на четвертій сезон.

## Виробництво
Freeform (до січня 2016 — ABC Family) замовив зйомки пілотного епізоду серіалу, створеного Пітером Пейджем та Бредом Ведевідом за участю Дженніфер Лопес як виконавчого продюсера, у липні 2012 року. У вересні Тері Поло та Шеррі Сом були затверджені на головні ролі в пілоті, а його зйомки проходили у листопаді. 6 лютого 2013 року канал затвердив пілот і замовив зйомки першого сезону серіалу.
Ще до зйомок пілотного епізоду консервативна гомофобна організація «Один мільйон матерів» виразила негативну реакцію на шоу, заявивши, що лесбійки та їх діти не повинні бути в центрі сюжетів телешоу. Організація раніше опинилася в центрі уваги через бойкотування ситкому про пару геїв «Нова норма».

## Актори та персонажі

### Основний склад
- Тері Поло — Стефані «Стеф» Мері Адамс Фостер: дружина Лени, рідна мати Брендона, прийомна мати  Келлі, Хесуса, Маріани та Джуда.
- Шеррі Сом — Лена Елізабет Адамс Фостер: дружина Стеф, прийомна мати Брендона, Келлі, Хесуса, Маріани та Джуда.
- Мая Мітчелл — Каллі Квінн Адамс Фостер (Джейкоб): зведена сестра Джуда та Софі, донька Роберта Квінна, прийомна донька Лени та Стеф, прийомна сестра та кохана Брендона, також прийомна сестра Хесуса та Маріани.
- Девід Ламберт — Брендон Фостер: син Стеф, прийомний син Лени, прийомний брат та коханий Каллі, також прийомний брат Хесуса, Маріани та Джуда.
- Гейден Баєрлі — Джуд (Джейкоб) Адамс Фостер: рідний молодший брат Каллі, прийомний син Лени та Стеф, прийомний брат Брендона, Хесуса та Маріани. Гей. Зустрічається з Коннором.
- Джейк Ті Остін — Хесус Адамс Фостер: брат-близнюк Маріани, прийомний син Лени та Стеф, прийомний брат Брендона, Каллі та Джуда, справжній син Ані. Відсутній в 1 половині 3 сезону так як поїхав вчитися в школу-інтернат. Після 2-го сезону актор покинув проект.
- Ной Сентінео (починаючи з 2 половини 3 сезона) — Хесус Адамс Фостер : брат-близнюк Маріани, прийомний син Лени та Стеф, прийомный брат Брендона, Каллі та Джуда, справжній син Ані.
- Сьєрра Рамірес — Маріана Адамс Фостер: сестра-близнюк Хесуса, справжня донька Ані, прийомна донька Лени та Стеф, прийомна сестра Брендона, Каллі та Джуда.
- Денні Нуччі — Майк Фостер: рідний батько Брендона.
- Том Вільямсон — Ей Джей Хенсдейл : прийомна дитина яку Каллі зустріла в Центрі допомоги, шукає свого брата Тая, Майк хоче всиновити його, так як він вірить в нього.

### Другорядний склад
- Енні Поттс — Шерон Елкін, мама Стефані Адамс Фостер
- Сем Макмюррей — Френк Елькін, батько Стеф
- Лоррейн Туссен — Дана Адамс, мама Лени Адамс Фостер
- Стівен Коллінз — Стюарт Адамс, батько Лени Адамс Фостер
- Жустина Мачадо — Софія Рів'єра, мати Лексі
- Карлос Санс — Ернесто Рів'єра, чоловік Софії, батько Лексі
- Мері Мавсер — Сара, колишня прийомна сестра Ліама Олмстеда
- Розі О'Доннелл — Рита Гендрікс
- Керр Сміт — Роберт Квінн, батько Каллі та Софії
- Бейлі Медісон — Софія Квінн, зведена сестра Каллі, донька Роберта.
- Гевін Макінтош — Конор Стівенс, однокласник та друг Джуда. згодом стає його хлопцем
- Бьянка А.Сантос — Лексі Рів'єра, найкраща подруга Маріани, кохана Хесуса
- Алекс Сексон — Вайтт, однокласник та колишній хлопець Каллі
- Медісен Бьюті — Талія Бенкс, колишня дівчина Брендона
- Олександра Баррето — Ана Гутьеррес, рідна мати Хесуса та Маріани
- Ейпріл Паркер Джонс — Капітан Робертс
- Енн Вінтерс — Келсі, подруга Маріани
- Брендон Джонс — Ліам Олмстед, колишній прийомний брат Каллі
- Кейтлін Карвер — Хейлі Хейнц, колишня дівчина Хесуса
- Джордан Родрігез — Метт, гітарист в групі Лу, хлопець Маріани
- Аманда Лейтон — Емма, колишня дівчина Хесуса
- Джуліан Де Ла Селл — Зак Роджерс, колишній хлопець Маріани, поїхав жити до батька через хворобу матері
- Гарретт Клейтон — Чейз, колишній любовний інтерес Маріани
- Джей Алі — Тімоті, вчитель літератури
- Daffany Clark — Дафна, подруга Каллі з «Girls United», має доньку
- Том Фелан — Коул, друг Каллі з «Girls United», транссексуал
- Cherinda Kincherlow — Кіара, подруга Каллі з «Girls United»
- Марла Соколовв — Дані, колишня подруга Майка
- Ешлі Аргота — Лу, співачка, колишній любовний інтерес Брендона
- Ізабела Відович — Тейлор
- Джасмін Савой Браун — епізод